# 采尼夫
49°30′35″N 25°6′3″E / 49.50972°N 25.10083°E
采尼夫（羅馬化：Tseniv）是位於烏克蘭西部特諾皮爾州特諾皮爾區的村莊，始建於1437年，面積0.41平方公里，2001年人口1,238，人口密度每平方公里3,012.2人。